# Eldo Di Lazzaro
Eldo Di Lazzaro (Trapani, 21 febbraio 1902 – Genova, 29 novembre 1968) è stato un cantante e compositore italiano, tra i rappresentanti della canzone all'italiana tra la metà degli anni 1930 e 1950..

## Biografia
Nato a Trapani da genitori di Trivento, un centro del Molise in provincia di Campobasso, con lui piccolissimo, la famiglia si trasferisce nel paese di origine. Qui trascorre gli anni dell’adolescenza e della prima giovinezza, ed è qui che acquisisce l’amore per il mondo campagnolo che descrive tanto bene nelle sue canzoni.
Ancora giovanissimo raggiunge Napoli, capitale della musica. Il suo esordio nel mondo della canzone risale al 1921. Nel 1931 lascia Napoli per una breve parentesi abruzzese e nel 1932 si trasferisce definitivamente a Milano, dove incontra il successo. La sua specializzazione sono le canzoni popolari improntate a una forte regionalità.
Nel 1934 sposa Fulvia Donati.
Molto richiesto anche come compositore di musiche da film, dal 1935 al 1953 è un intenso susseguirsi di brani musicali che fanno il giro del mondo e di musiche da film.
È morto a Genova il 29 novembre 1968, all’età di 66 anni. Compositore prolifico e autore di oltre duecento brani, compose anche sigle di programmi televisivi e radiofonici.
Tra i suoi brani:
Chitarra romana (1935): di certo la più famosa, cavallo di battaglia dei più famosi cantanti melodici;
Il valzer della fisarmonica (Veronica) (1936): valzer che sottolinea un’epoca;
La Romanina (1937): omaggio alla bellezza delle donne romane;
Reginella Campagnola (1938): la canzone che lo ha fatto conoscere al mondo intero, anche nella versione americana "The Woodpecker Song". Tratta delle qualità di una pastorella abruzzese che scende dal villaggio della montagna nella città, ammirandone le bellezze, e raccontando a fine giornata ciò che ha scoperto. La canzone ha avuto un grande successo in Abruzzo e spesso è inserita nei repertori dei cori folk;
La piccinina (1939): con questa canzone la regionalità di Di Lazzaro si sposta al nord;
Pastorella abruzzese (1939): si muove sulle orme di Reginella, ma senza successo;
Siciliana bruna (1939):
The Woodpecker Song (1940): edizione americana di “Reginella Campagnola” ripresa anche da Glenn Miller, Frank Sinatra e The Andrews Sisters;
Rosabella del Molise (1941): testo scritto sopra
Na vota ca’ sci!… ‘Na vota ca’ no!… (1946): cantata da Renzo Arbore e la sua “Orchestra”;
Lu passariello: presentata a Sanremo nel 1953, è stato il suo ultimo vero successo internazionale.
Negli anni 1956 e 1959, sempre al festival di Sanremo, presentò rispettivamente “Io ti porto nel mio cuore” e “Ti chiamerò Marina”; infine, nel 1962, una canzone dal titolo “Pesca tu che pesco anch‘io”, ma senza successo. Ormai era l’epoca degli urlatori e “Volare” di Modugno aveva per sempre rivoluzionato il concetto di canzone.

## Filmografia
- Cento lettere d'amore, regia di Max Neufeld (1940)
- È sbarcato un marinaio, regia di Piero Ballerini (1940)
- La canzone rubata, regia di Max Neufeld (1941)
- La zia smemorata, regia di Ladislao Vajda (1941)